# Sommer-Paralympics 2004/Rollstuhlbasketball
Bei den XXII. Sommer-Paralympics 2004 in Athen wurden zwei Wettbewerbe in Rollstuhlbasketball ausgetragen.
Austragungsort war die Galatsi Olympic Hall. Die Wettkämpfe fanden vom 18. bis 28. September statt.

## Männer
| Platz | Land                   | Athlet |
| ----- | ---------------------- | --- |
| 1     | Kanada                 | Dave Durepos, Bradley Bowden, Roy Henderson, Richard Peter, Joey Johnson, Ross Norton, Adam Lancia, Jaimie Borisoff, Patrick Anderson, Chris Stoutenburg, Travis Gaertner, David Eng Trainer: Michael Frogley |
| 2     | Australien             | Justin Eveson, Troy Sachs, Tristan Knowles, Shaun Norris, Andrew Flavel, Daryl Taylor, Adrian King, David Selby, Grant Mizens, Campbell Message, Brendan Dowler, Brad Ness Trainer: Murray Treseder           |
| 3     | Vereinigtes Königreich | Saint Thomas, Fred Howley, Kevin Hayes, Terry Bywater, Simon Munn, Jon Pollock, Ade Adiptan, Matt Byrne, Andy Blake, Peter Finbow, Colin Price, Stuart Jellows Trainer: David Titmuss                         |

## Frauen
| Platz | Land               | Athlet |
| ----- | ------------------ | --- |
| 1     | Vereinigte Staaten | Jana Stump, Patricia Cisneros, Emily Hoskins, Jennifer Warkins, Jennifer Howitt, Teresa Lannon, Stephanie Wheeler, Susan Susan, Christina Ripp, Renee Tyree, Janna Crawford, Carlee Hoffmann Trainer: Ron Lykins   |
| 2     | Australien         | Melanie Domaschenz, Alison Mosley, Lisa Chaffey, Karen Farrell, Tina McKenzie, Liesl Tesch, Melinda Young, Kylie Gauci, Shelley Chaplin, Sarah Stewart, Paula Coghlan, Jane Sachs Trainer: Gerry Hewson            |
| 3     | Kanada             | Jennifer Krempien, Marni Abbott, Kendra Ohama, Karla Tritten, Arley McNeney, Chantal Benoit, Shira Golden, Sabrina Petinicchi, Tracey Ferguson, Lori Radke, Linda Kutrowski, Danielle Peers Trainer: Timothy Frick |